# Luciano Floridi
Luciano Floridi (født 16. november 1964) er en italiensk filosof og logiker.